# Nogueiró
Nogueiró is een plaats (freguesia) in de Portugese gemeente Braga en telt 2118 inwoners (2001).